# 1767
1767 (MDCCLXVII) var ett normalår som började en torsdag i den gregorianska kalendern och ett normalår som började en måndag i den julianska kalendern.

## Händelser

### April
- 1 april – Frankrike överför sin bosättning Puerto de Soledad på Västfalkland till Spanien. Spanjorerna kallar ögruppen Malvinerna.[1]

### Maj
- 18 maj – Varberg drabbas av en stadsbrand.[2]

### Juni
- 18 juni – Brittiske sjökaptenen Samuel Wallis blir förste nedtecknade europé att sikta Tahiti.[3]

### Juli
- 2 juli – Kapten Philip Carteret upptäcker Pitcairnön.[4]

### Okänt datum
- Mössregeringens besparingsåtgärder och myntpolitik orsakar en ny svensk ekonomisk kris.
- Naturforskaren Torbern Bergman blir kemiprofessor i Uppsala, trots att han i stort sett saknar meriter inom kemi. Han är dock internationellt ryktbar som astronom och forskare i elektricitetslära och blir snart berömd som kemist och en av den analytiska kemins grundare.
- Carl Johan Cronstedt och Fabian Casimir Wrede demonstrerar för det svenska riksrådet en ny och effektivare typ av kakelugn med system av murade kanaler. Detta förbättrar bränsleekonomin betydligt och verkningsgraden blir nu upp till 90 procent.
- Nordens första skidtävling arrangeras i Kristiania i militär regi.
- All spinning till såväl husbehov som avsalu blir fritt tillåten i hela Sverige.[5]

## Födda

### Första kvartalet

#### Januari
- 5 januari – Jean-Baptiste Say, fransk ekonom och politiker. (död 1832)
- 7 januari – Carl Fredrik Ehrensvärd, svensk friherre och politisk skriftställare. (död 1815)

#### Februari
- 1 februari – Ulrika Melin, svensk konstnär. (död 1834)
- 27 februari – Jacques-Charles Dupont de l'Eure, fransk advokat och statsman, president i franska republikens provisoriska regering 24 februari–9 maj 1848. (död 1855)

#### Mars
- 15 mars – Andrew Jackson, amerikansk politiker, USA:s president 1829–1837. (död 1845)
- 25 mars – Joachim Murat, fransk marskalk, kung av Neapel 1808–1815. (död 1815)

### Andra kvartalet

#### April
- 18 april – Elisha Mathewson, amerikansk politiker, senator 1807–1811. (död 1853)
- 19 april – Adrian Hardy Haworth, brittisk entomolog, botaniker och karcinolog. (död 1833)
- 21 april – Elisabeth Wilhelmine av Württemberg-Mömpelgard, österrikisk ärkehertiginna. (död 1790)
- 30 april – Frédéric Ancillon, preussisk politiker. (död 1837)

#### Maj
- 16 maj – Carl Zetterström, svensk läkare, bibliognost och donator. (död 1829)
- 18 maj – Wilhelm Faxe, svensk biskop. (död 1854)

#### Juni
- 7 juni – Jonas Henrik Gistrén, svensk läkare, en av grundarna till Svenska Läkaresällskapet. (död 1847)

### Tredje kvartalet

#### Juli
- 2 juli – Stephen Allen, amerikansk politiker. (död 1852)
- 10 juli – Mathieu de Montmorency-Laval, fransk politiker. (död 1826)
- 11 juli – John Quincy Adams, amerikansk politiker, USA:s president 1825–1829. (död 1848)
- 28 juli – James A. Bayard, amerikansk politiker, senator 1804–1813. (död 1815)

#### Augusti
- 25 augusti – Louis Antoine de Saint-Just, fransk politiker. (död 1794)

#### September
- 2 september – Anders Rambech, norsk jurist och politiker. (död 1836)
- 17 september – Henri Montan Berton, fransk kompositör. (död 1844)

### Fjärde kvartalet

#### Oktober
- 28 oktober – Marie av Hessen-Kassel, drottning av Danmark 1808–1839 och av Norge 1808–1814, gift med Fredrik VI. (död 1852)

#### November
- 22 november – Andreas Hofer, österrikisk bonde och militär. (död 1810)

#### December
- 10 december
  - Fredrik Gyllenborg, svensk justitiestatsminister. (död 1829)
  - Conrad Quensel, svensk naturforskare. (död 1806)
- 13 december – August Eberhard Müller, tysk musiker. (död 1817)

## Avlidna

### Första kvartalet

#### Januari
- 20 januari – Étienne de Silhouette, 57, fransk politiker.

#### Februari
- 15 februari – Johann Christian Edelmann, 68, tysk författare.
- 19 februari – François Boissier de Sauvages de Lacroix, 60, fransk läkare och botaniker.

#### Mars
- 13 mars – Maria Josefa av Sachsen, 35, fransk kronprinsessa.
- 22 mars – Francis Russell, markis av Tavistock, 27, brittisk politiker.

### Andra kvartalet

#### April
- 7 april – Johann Gottlob Carpzov, 87, tysk teolog.
- 10 april – Johann Elias Ridinger, 69, tysk konstnär.

#### Maj
- 9 maj – Jean Fredman, svensk urmakare.
- 28 maj – Maria Josepha av Bayern, 28, tysk-romersk kejsarinna.

#### Juni
- 25 juni – Georg Philipp Telemann, 86, tysk kompositör.

### Tredje kvartalet

#### Juli
- 10 juli – Alexander Monro, 69, brittisk anatom och kirurg.
- 26 juli – Paul Gottlieb Werlhof, 68, tysk läkare.

#### Augusti
- 6 augusti – Johann Christoph von Bartenstein, 77, österrikisk friherre och politiker.
- 15 augusti – Fredrik Mikael av Zweibrücken-Birkenfeld, 43, tysk pfalzgreve och generalfältmarskalk.
- 17 augusti – Gaspare Diziani, 78, italiensk konstnär.

#### September
- 17 september – Edward Augustus, hertig av York och Albany, 28, brittisk prins.

### Fjärde kvartalet

#### Oktober
- 15 oktober – Maria Josefa, 16, österrikisk ärkehertiginna.
- 16 oktober – Nikita Trubetskoj, 68, rysk furste, militär och politiker.
- 27 oktober – Burkhard Christoph von Münnich, 84, rysk greve och militär.

#### November
- 6 november – Giambattista Pittoni, 80, italiensk konstnär.

#### December
- 28 december – Emmerich de Vattel, 53, schweizisk diplomat och filosof.

### Fotnoter
1. ↑  ”World Statesmen”. http://www.worldstatesmen.org/Falklands.html.
2. ↑  ”Värmlands brandhistoriska klubb”. Arkiverad från originalet den 12 oktober 2011. https://www.webcitation.org/62NB7kO36?url=http://www.brandhistoriska.org/olyckor_se.html. Läst 25 mars 2011.
3. ↑  Collingridge, Geo. (13 augusti 1903). ”Who Discovered Tahiti?”. Journal of the Polynesian Society "12":  ss. 184-186. Arkiverad från originalet den 28 december 2016. https://web.archive.org/web/20161228100912/http://www.jps.auckland.ac.nz/document/Volume_12_1903/Volume_12%2C_No.3%2C_September_1903/Who_discovered_Tahiti?_by_Geo._Collingridge%2C_p184-186.
4. ↑  ”World Statesmen”. http://www.worldstatesmen.org/Pitcairn.htm.
5. ↑  Du Rietz, Anita, Kvinnors entreprenörskap: under 400 år, 1. uppl., Dialogos, Stockholm, 2013